# Istoria Burundiului
Împreună cu vecinul său Ruanda, Burundi este unul din puținele state care sunt continuarea unui vechi stat african.

## Regatul Burundi
Originile statului Burundi se cunosc doar prin intermediul istoriei orale și al arheologiei. Există două mari legende despre apariția statului Burundi. Cea mai mediatizată vorbește despre o rwandeză pe care o chema Cambarantama și care a fondat națiunea. Cealaltă versiune, vehiculată cu precădere în perioada pre-colonială a Burundi, povestește despre Cambarantama care a venit din sudul statului Buha. Elementele constitutive rwandeze ale regatului au fost promvate de către coloniștii europeni astfel încât acestea să se potrivească vizuinii acestora conform cărora clasa conducătoare a venit dintr-o regiune cu populație hamitică din nord-vest. Această teorie a continuat să fie dogma principală a statului burundez. Istoricii sunt sceptici în ceea ce privește originea hamitică a etnitei tutsi, dar încă se crede că strămoșii acestora au migrat din nord stabilindu-se în secolul XV pe teritoriul de azi al statului Burundi. Primele dovezi ale existenței unui stat Burundi datează din secolul XVI, acesta apărând pe dealurile din est. În următoarele secole acesta s-a extins, anexând regiunile mai mici intrând în competiție cu Rwanda. Cea mai mare dezvoltare a statului s-a petrecut sub conducerea lui Ntare Rugama, care a guvernat națiunea între 1796 și 1850 și a dublat teritoriul regatului.
Regatul Burundi a fost caracterizat de o autoritate politică ierarhică și de schimb economic tributar. Regele, numit mwami a condus o aristocrație princiară, (ganwa), care deținea cea mai mare parte a pământului și percepea taxe și tributuri de la fermierii locali și de la crescătorii de vite. La mijlocul secolului al XVIII-lea regalitatea tutsi și-a consolidat autoritatea asupra pământului, producției și a distribuției cu dezvoltarea ubugabire – o relație patron-client în care populația primea protecția regelui în schimbul tributului și a permanenței pe acele pământuri.
Deși exploratorii europeni și misionarii au făcut vizite scurte în regiune în anul 1856, abia în 1899 Burundi a devenit parte a Africii de Est germane. Spre deosebire de monarhia rwandeză care a decis să accepte dominația germană, regele burundez Mwzi Gisbao s-a opus influenței europene, refuzând să poarte haine după model european și a rezistat penetrării misionarilor și administratorilor veniți din Europa. Germanii au folosit forța armată pentru a se impune și deși au adus mari pagube regatului, puterea regelui a rămas intactă. În cele din urmă, germanii l-au sprijinit pe unul din ginerii regelui, Maconco, în revolta împotriva lui Gisbao. Regatele mai mici de-a lungul țărmului Lacului Victoria au fost de asemenea anexate teritoriului burundez.

## Perioada colonială
Chiar și după aceste evenimente, prezența străină în Burundi a fost minimă și regii au continuat să conducă la fel ca înainte. Contactul cu europenii a avut efecte devastatoare, prin răspândirea bolilor atât la europeni cât și la băștinași dar și în rândul animalelor. După o mare foamete în anul 1905, corelată cu altele care au lovit regiunea în 1914, 1923 și 1944 a dus la moartea multor locuitori ai regiunii. Numai între 1905 și 1914 jumatate din locuitorii câmpiilor din vest au decedat.
În 1916 trupele belgiene au cucerit zona, iar în 1923, Liga Națiunilor a încredințat Belgiei spre administrare tritoriul Ruanda-Urundi, care cuprindea Ruanda de astăzi și Burundi, dar care nu îngloba regatele din vest pe care le-au oferit spre administrare britanicilor. Belgienii au condus teritoriul în mod direct, punând bazele unei ierarhii de guvernare în care rolul principal revenea etnicilor minoritari tutsi. După al Doilea Război Mondial, Ruanda-Urundi a devenit teritoriu sub tutela a Națiunilor Unite sub autoritate administrativă belgiană. După 1949, Belgia a autorizat apariția partidelor politice. Două mari partide s-au înființat : Uniunea pentru Progres Național (UPRONA), un partid multietnic condus de către prințul tutsi Louis Rwagasore și Partidul Creștin Democrat (PDC) sprijinit de către belgieni. In 1961, Prințul Rwagasore a fost asasinat urmând victoria în alegerile legislative a UPRONA.

## Independența
Independența totală a fost dobândită la 1 iulie 1962. În contextul unor instituții democratice slab dezvoltate, regele tutsi Mwambutsa IV a pus bazele unei monarhii constituționale, care cuprindea în structurile de conducere un numar egal de hutu și tutsi. În 1965 asasinarea primului ministru hutu a dus la declanșarea unor revolte din partea etnicilor hutu urmate de represiuni guvernamentale. Aceste răscoale au survenit pe fondul evenimentelor din Ruanda vecină, unde a avut loc ceea ce a rămas cunoscut în istorie mai târziu ca les évènements sau rwandan revolution și în care etnici tutsi au fost masacrați de către guvernul hutu naționalist. În Burundi tutsi au preluat controlul armatei și a forțelor armate pentru a se asigura că nu vor avea soarta etnicilor tutsi din Ruanda. Spre deosebire de Ruanda, care s-a aliat cu Statele Unite în timpul războiului rece, Burundi a ales calea colaborării cu China.
În 1966, regele Mwambutsa a fost alungat de către fiul său, prințul Ntare V, acesta din urmă fiind deposedat de putere de către primul ministru, căpitanul Michael Micombero în același an. Acesta a abolit monarhia și a declarat Burundi republică, instaurând un regim militar, războiul civil continuând pe parcursul anilor 1960 și începutul anilor 1970.
Spre sfârșitul lui aprilie 1972, un atac al etnicilor hutu asupra unei localități dintr-o zonă deluroasă, unde se născuseră majoritatea ofițerilor a declanșat o ripostă foarte dură din partea militarilor și a milițiilor UPRONA ai cărui membri erau înrudiți cu armata din punct de vedere etnic. Această ripostă a fost concepută și pusă în practică sistematic aducând mari pagube și înfrângeri din punct de vedere uman pentru hutu. Au fost alcătuite liste pe care au fost trecuți toți posibilii dușmani ai regimului, bărbați, femei sau copii. Au fost urmăriți aceia care fie simpatizau cu rebeli fie au luat parte la rebeliune. Cei ce se găseau pe liste au fost căutați peste tot și uciși de către soldați, inclusiv copiii din școli. Se estimează cau au pierit cu această ocazie peste 200 000 de hutu în decursul a numai trei luni. Numărul refugiaților a crescut la 150 000, în jur de 15% din populația de la acea dată a țării în numai șase luni. Într-un efort de a atrage simpatia Statelor Unite, guvernul tutsi i-a acuzat pe rebelii hutu de simpatii comuniste, deși dovezile nu indică acest fapt.
În 1976, colonelul Jean Baptiste Bagaza a preluat puterea în urma unei lovituri militare fără vărsare de sânge. Deși Bagaza a condus un regim militar dominat de etnici tutsi, acesta a încurajat reforma agrarăm, reforma electorlă și reconcilierea națională. În 1981 a fost promulgată o nouă constituție. În 1984, Bagaza a fost ales șef al statului în calitate de unic candidat. După ce a câștigat alegerile, regimul instaurat de Bagaza s-a înăsprit, drepturile omului cunoscând o deteriorare prin interzicerea activităților religioase și arestatrea membrilor opoziției.
În 1987, maiorul Pierre Buyoya a răsturnat regimul Bagaza, a dizolvat partidele de opoziție, a suspendat constituția din 1981 și a condus țara prin intermediul Comitetului Militar pentru Salvare Națională. În anul 1988, tensiunile amplificate între conducătorii tutsi și majoritatrii hutu au condus la înfruntări între armată, opoziția hutu și extremiștii tutsi. În această perioadă, un număr de aproape 150 000 de oameni au fost uciși alte zeci de mii căutându-și scăparea prin refugierea în statele vecine. Pierre Buyoya a format o comisie care să investigheze cauzele revoltelor din 1988 și care să dezvolte un plan de reforme democratice.
În 1991, Buyoya a promulgat o nouă constituție care prevedea un președinte, un guvern care făcea abstracție de etnie și un parlament. Primul președinte hutu al Republicii Burundi a fost Melchior Ndadaye, care facea parte din partidul Frontul pentru Democrație în Burundi (FRODEBU) și care a fost ales în 1993. Acesta a fost asasinat în octombrie 1993 de către facțiunile hutu dominante din armată, fapt care a aruncat țara într-un sângeros război civil care a ucis zeci de mii de oameni și a exilat sute de mii până când guvernul FRODEBU a recâștigat controlul și l-a ales pe Cyprien Ntaryamira în funcția de președinte în ianuarie 1994. Cu toate acestea situația a continuat să se deterioreze.
În aprilie 1994, președintele Ntaryamira și președintele ruandez Juvenal Habyarimana au murit în urma unui atac cu rachete asupra avionului cu care se întorceau de la convorbirile de pace de la Arusha din Tanzania. Această acțiune marchează începutul genocidului ruandez, în timp ce în Burundi, moartea lui Ntaryamira a agravat și mai mult violențele, deși aici nu a existat un masacru generalizat ca în Ruanda. Sylvestre Ntbantunganya a fost ales președinte pentru patru ani la data de 8 aprilie, dar situația a continuat să se agraveze. Valurile de refugiați hutu și tutsi de-o potrivă din Ruanda și atacurile grupurilor armate ale etnicilor hutu și tutsi au destabilizat și mai mult regimul.
Pe 25 iulie 1996, guvernul a fost răstunat printr-o lovitură militatră condusă de Pierre Buyoya. Războiul civil a continuat în ciuda eforturilor comunității internaționale de a asigura pacea. Începând cu anul 2001 s-au înregistrat progrese, în special de când s-a format un guvern pe principiul participării și împărțirii puterii și cu anul 2003 când Domitien Ndayizeye, vicepreședintele hutu, a devenit președinte mandatat de către acordul de împărțire a puterii.
Alegeri au fost organizate la mijlocul anului 2005 și au fost câștigate de către fosta formațiune rebelă hutu Consiliul Național pentru Apărare a Democrației-Forțele de Apărare a Democrației (CNDD-FDD).